# Východní dráha císaře Františka Josefa
Východní dráha císaře Františka Josefa (oficiální název c. k. východní dráha císaře Františka Josefa, německy k.k. privilegierte Kaiser Franz Joseph-Orientbahn, zkr. KFJOB) byla privátní železniční společnost v Rakouském císařství, většina jejíchž tratí se nacházela na území Uherského království, tzn. dnešního Maďarska.

## Historie
8. října 1856 byla konsorciu uherských vlastníků velkopozemků udělena koncese k založení KFJOB.
Společnost měla obsluhovat následující tratě:
- Wien/Bécs (Vídeň) – Šoproň/ Ödenburg – Kanjiža/Kanizsa – Osijek/Essegg
- Új Szőny/Neu-Szöny (dnes část Komárna) – Székesfehérvár/Stuhlweißenburg – Osijek/Essegg, ev. s pobočnou dráhou do Pécse/Fünfkirchenu
- Ofen/Buda – Nagykanizsa/Groß-Kanizsa – Pöltschach (přípojka na Jižní dráhu/Südbahn)
- Osijek/Essegg – Zemin/Semlin

Ředitelem společnosti byl jmenován Carl Etzel.
Na konci roku 1857 započala výstavba u Ptuje (něm. Pettau).
10. listopadu 1858 se KFJOB sloučila se společností Rakouské jižní dráhy (Südbahn-Gesellschaft, SB), čímž byly omezeny v důsledku exisujících tratí na spoje:
- Maribor/Marburg (bzw. Pragersko/Pragerhof) – Budín/Ofen,
- Kanjiža/Kanizsa – Székesfehérvár/Stuhlweißenburg – Új Szőny/ Neu-Szöny (dnes část Komárna) a
- Sopron/ Ödenburg – Kanizsa/Kanjiza